# La, la, la
La, la, la je pjesma koju je pjevala španjolska pjevačica Massiel na Pjesmi Eurovizije 1968. i koja je pobijedila. Pjesmu su zajednički skladali Manuel De La Calva i Ramon Arcusa te ujedno i napisali tekst. Pjesma je izazvala veliko iznenađenje u večeri natjecanja pobijedivši favorita natjecanja Cliffa Richarda za samo jedan bod. Ovo je bila prva od samo dvije pobjede Španjolske u povijesti natjecanja. 
Pjevačica u pjesmi opisuje ritual koji joj svakog jutra donosi sreću i zadovoljstvo životom. Govori kako je cijeli život prožet pjesmom: prilikom rođenja te u trentku kada napuštamo ovaj svijet. Kao stvari kojima se pjevačica obraća, među ostalima se navode njezina mati te zemlja na kojoj stoji i koja joj daje snagu.
Pjesma je na večeri natjecanja bila izvedena 15. po redu nakon Chance of a lifetime Pat Mc Geegan i prije En hoch der liebe Wencke Myher. Osvojila je ukupno 29 bodova.